# Coraggio da vendere
Coraggio da vendere è un album dei Diaframma pubblicato il 29 dicembre 1999.

## Tracce
1. Anima sensibile – 3:40
2. Le navi del porto – 3:02
3. Un balordo che ti cerca – 3:48
4. Il meglio – 3:08
5. Sei quello che sei – 3:08
6. Specchio delle mie brame – 4:38
7. Piccola ladra – 4:13
8. Indubitabile – 1:27
9. Nessuno vive come me – 2:03
10. Coraggio da vendere – 5:06
11. Avevo tutto – 1:00
12. Il ritorno di Tom Verlaine – 3:12

## Formazione
- Federico Fiumani - voce, chitarra
- Riccardo Biliotti - basso
- Alessandro Gherardi - tastiere
- Daniele Trambusti - batteria